# 馬拉硫磷
馬拉硫磷是一種有機磷製的副交感神經殺蟲劑，會與膽鹼酯酶作不可逆的結合，對人類的毒性較低。
在前蘇聯，本化學品被稱為「carbophos」，在紐西蘭和澳大利亞稱為「maldison」，而在南非被稱為「mercaptothion」。在香港屬於非處方藥劑製品。
馬拉硫磷揮發性極高，對人畜毒性影響很低，只要放在通風處立刻會降低其毒性。在製造馬拉松農藥及大量使用時會散佈到環境中。如果如噴灑過程降落在土壤中，馬拉松會與土壤結合且會迅速被水解掉，並不會污染地下水源。

## 用途

### 殺蟲劑
馬拉硫磷屬於一種廣泛應用的體外殺蟲劑，主要用於農業上去除害蟲、於住宅小區的環境美化、公共遊憩區及基於公眾衛生的要求而進行害蟲防治方案，例如滅蚊。在美國，它是最常用的有機磷殺蟲劑。
- 可用在水中、家畜家禽身上、工廠環境等, 及蔬菜﹑柑橘類等植物上，都可以廣泛使用。
- 施用馬拉松農藥時須注意稀釋的倍數，否則害蟲死了，植物卻也死了。（施藥不當會變成藥害。）
- 蟑螂對殺蟲劑產生抗性，可噴灑1-2%之馬拉松。
- 原生物質毒害：影響昆蟲神經系統之作用者，昆蟲體內刺激之傳導在axon（軸突）時靠電的傳導即靠鈉、鉀進出神經膜，而造成電流；再synapse（神經感接）處則靠傳導物質-Acetylch-oline（乙酸膽鹼），將電子信號傳至肌肉或另ㄧ神經纖維，刺激傳遞後，再由膽鹼酯酶（Cholinesterase）將Acetlcholine分解為乙酸及膽鹼（choline）
- 抑制膽鹼酯酶作用者：如有機磷劑、氨基甲酸鹽類，可和酶結合，使傳導物質不能分解，不斷累積造成肌肉經攣，終至麻痺等現象，控制呼吸作用之肌肉無法受神經控制時會窒息死亡。

馬拉硫磷曾在1980年代於美國加州用於對付地中海果蠅：當時在近郊多個社區每週均會大規模在空中噴灑馬拉硫磷與玉米糖漿的混合物，並持續多月。馬拉硫磷也曾在澳大利亞用來對付地中海果蠅。

### 醫學用途
當人身上之蝨對靈丹 (Lindane) 有抗性時,馬拉松可以當成取代物。醫學用途的馬拉硫磷限於0.5%含量, 用於以下問題：
- 頭蝨及體蝨[8][9][4]

## 特性
- 對錫﹑鐵﹑鋼﹑鉛﹑銅具有腐蝕性。
- 對塑膠、橡膠也具有腐蝕的作用。
- 殘存劑量風險：如果日常食用的蔬菜﹑水果中存留低劑量「有機磷農藥」，可能會使小孩更容易罹患注意力不足過動症。
- 噴灑過多農藥會帶來過多的負面影響。

## 與巴拉松之比較
同一類的農藥並不一定毒性都會相同。如巴拉松與馬拉松雖然同樣是有機磷殺蟲劑，殺蟲效果一樣為廣效性。但對動物性影響卻很大，如47％巴拉松乳劑對人屬於劇毒的農藥。而50％馬拉松乳劑是屬於輕毒類。所以藥劑本身結構不同，加上物種間對藥劑的選擇性不同，是造成藥物對動物毒性差異的原因所在。

### 腳註
1. ↑  Tomlin, C.D.S. (ed.). The Pesticide Manual - World Compendium, 11 th ed., British Crop Protection Council, Surrey, England 1997, p. 755
2. ↑  Hansch, C., Leo, A., D. Hoekman. Exploring QSAR - Hydrophobic, Electronic, and Steric Constants. Washington, DC: American Chemical Society., 1995., p. 80
3. ↑  .   [2007-09-16]. （原始内容存档于2017-10-02） （英语）. （页面存档备份，存于）
4. 1 2  . 明報. 2013-04-18  [2013-06-07]. （原始内容存档于2013-04-24） （中文（繁體））. （页面存档备份，存于）
5. ↑  . US EPA.   [2013-06-06]. （原始内容存档于2011-03-07） （英语）. （页面存档备份，存于）
6. ↑  Bonner MR; Coble J; Blair A;  et al. . American Journal of Epidemiology. 2007, 166 (9): 1023–1034. PMID 17720683. doi:10.1093/aje/kwm182.
7. ↑  Edwards JW, Lee SG, Heath LM, Pisaniello DL. . Environ. Res. 2007, 103 (1): 38–45. PMID 16914134. doi:10.1016/j.envres.2006.06.001.
8. ↑  .   [2013-01-22]. （原始内容存档于2013-02-26）. （页面存档备份，存于）
9. ↑  Amy J. McMichael; Maria K. Hordinsky. . Informa Health Care. 2008: 289–  [2010-04-27]. ISBN 978-1-57444-822-1 （英语）.

### 其他
- 詹秋桂。農藥學。台灣：復文書局。1990：第二章
- [86116775A 號，馬拉松 (Malathion) 農藥有效成分檢驗方法]
- 農藥的不歸路

## 外部連結
- Malathion Technical Fact Sheet - National Pesticide Information Center （页面存档备份，存于）
- Malathion General Fact Sheet - National Pesticide Information Center （页面存档备份，存于）
- Malathion Pesticide Information Profile - Extension Toxicology Network （页面存档备份，存于）
- ATSDR ToxFAQs
- Re-evaluation of Malathion （页面存档备份，存于） by the Pest Management Regulatory Agency of Canada

Template:Ectoparasiticides
Template:Cholinergics